# Bizanet
Bizanet  est une commune française située dans le nord-est du département de l'Aude, en région Occitanie.
Sur le plan historique et culturel, la commune fait partie du Narbonnais, un pays comprenant Narbonne et sa périphérie, le massif de la Clape et la bande lagunaire des étangs. Exposée à un climat méditerranéen, elle est drainée par l'Aussou, le ruisseau de Clottes, le ruisseau de Fontfroide, le ruisseau de la Gourgue, le ruisseau de Quillanet, le ruisseau de Saint-Estève et par divers autres petits cours d'eau. Incluse dans le parc naturel régional de la Narbonnaise en Méditerranée, la commune possède un patrimoine naturel remarquable : un site Natura 2000 (les « Corbières orientales ») et quatre zones naturelles d'intérêt écologique, faunistique et floristique.
Bizanet est une commune rurale qui compte 1 749 habitants en 2022, après avoir connu une forte hausse de la population depuis 1975. Elle fait partie de l'aire d'attraction de Narbonne. Ses habitants sont appelés les Bizanetois et ses habitantes les Bizanetoises.
Le patrimoine architectural de la commune comprend deux  immeubles protégés au titre des monuments historiques : le château de Saint-Martin de Toques, inscrit en 1926, et le château de Gaussan, inscrit en 1986.

## Géographie

### Localisation
Bizanet est une commune de l'aire urbaine de Narbonne située dans les Corbières, sur l'Aussou.

### Communes limitrophes
Les communes limitrophes sont Boutenac, Montredon-des-Corbières, Narbonne, Névian, Ornaisons et Saint-André-de-Roquelongue.
| Ornaisons | Névian                     | Montredon-des-Corbières |
| Boutenac  | Bizanet                    | Narbonne                |
|           | Saint-André-de-Roquelongue |                         |

### Géologie et relief
Bizanet se situe en zone de sismicité 2 (sismicité faible).

### Voies de communication et transports
La commune est desservie par la ligne 12 bis des Autobus de Narbonne.

### Hydrographie
La commune est dans la région hydrographique « Côtiers méditerranéens », au sein du bassin hydrographique Rhône-Méditerranée-Corse. Elle est drainée par l'Aussou, le ruisseau de Clottes, le ruisseau de Fontfroide, le ruisseau de la Gourgue, le ruisseau de Quillanet, le ruisseau de Saint-Estève, le ruisseau d'Alvern, le ruisseau d'Auris, le ruisseau de Bouquignan, le ruisseau de la Caguille, le ruisseau de la Campane, le ruisseau de la Casquette, le ruisseau de la Clotte, le ruisseau de la Combe de Valentin,, constituant un réseau hydrographique de 50 km de longueur totale,.
L'Aussou, d'une longueur totale de 17,4 km, prend sa source dans la commune de Thézan-des-Corbières et s'écoule vers le nord. Il traverse la commune et se jette dans l'Orbieu à Ornaisons, après avoir traversé 6 communes.

### Climat
Pour des articles plus généraux, voir Climat de l'Occitanie et Climat de l'Aude.
En 2010, le climat de la commune est de type climat méditerranéen franc, selon une étude s'appuyant sur une série de données couvrant la période 1971-2000. En 2020, Météo-France publie une typologie des climats de la France métropolitaine dans laquelle la commune est exposée à un climat méditerranéen et est dans la région climatique Provence, Languedoc-Roussillon, caractérisée par une pluviométrie faible en été, un très bon ensoleillement (2 600 h/an), un été chaud (21,5 °C), un air très sec en été, sec en toutes saisons, des vents forts (fréquence de 40 à 50 % de vents > 5 m/s) et peu de brouillards.
Pour la période 1971-2000, la température annuelle moyenne est de 14,9 °C, avec une amplitude thermique annuelle de 15,8 °C. Le cumul annuel moyen de précipitations est de 645 mm, avec 6,3 jours de précipitations en janvier et 2,8 jours en juillet. Pour la période 1991-2020, la température moyenne annuelle observée sur la station météorologique la plus proche, située sur la commune de Lézignan-Corbières à 10 km à vol d'oiseau, est de 15,2 °C et le cumul annuel moyen de précipitations est de 678,7 mm,. Pour l'avenir, les paramètres climatiques de la commune estimés pour 2050 selon différents scénarios d’émission de gaz à effet de serre sont consultables sur un site dédié publié par Météo-France en novembre 2022.

### Milieux naturels et biodiversité

#### Espaces protégés
La protection réglementaire est le mode d’intervention le plus fort pour préserver des espaces naturels remarquables et leur biodiversité associée,.
La commune fait partie du parc naturel régional de la Narbonnaise en Méditerranée, créé en 2003 et d'une superficie de 68 350 ha, qui s'étend sur 21 communes du département. Composé de la majeure partie des milieux lagunaires du littoral audois et de ses massifs environnants, ce territoire représente en France l’un des rares et derniers grands sites naturels préservés, de cette ampleur et de cette diversité en bordure de Méditerranée (Golfe du Lion).

#### Réseau Natura 2000

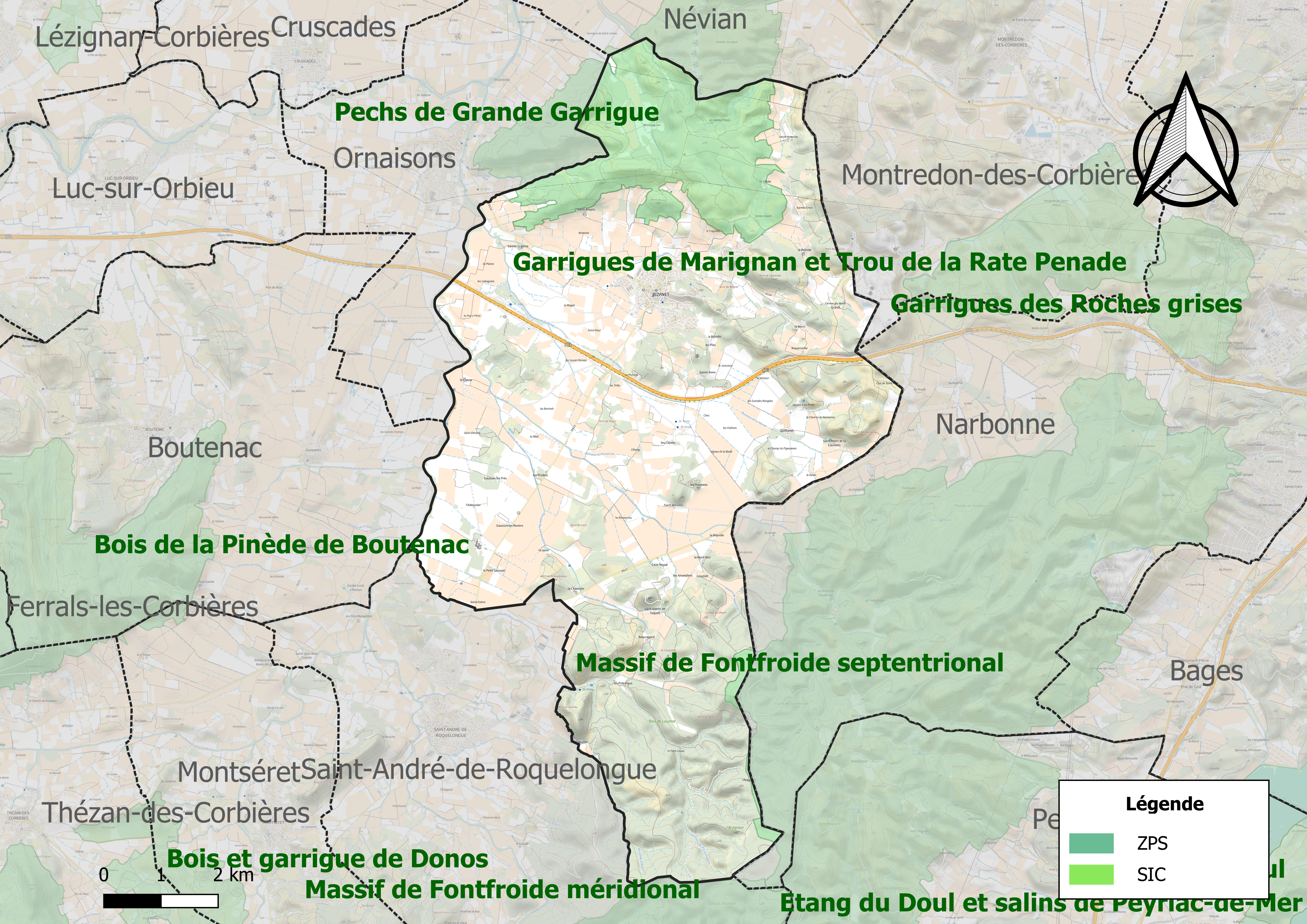
Sites Natura 2000 sur le territoire communal.

Le réseau Natura 2000 est un réseau écologique européen de sites naturels d'intérêt écologique élaboré à partir des directives habitats et oiseaux, constitué de zones spéciales de conservation (ZSC) et de zones de protection spéciale (ZPS). Un site Natura 2000 a été défini sur la commune au titre  de la directive oiseaux : les « corbières orientales », d'une superficie de 25 371 ha, correspondant à la partie la plus orientale du massif des Corbières audoises. Ce site inclut, dans sa partie la plus orientale, le couloir de migration majeur du littoral languedocien, d'où la présence régulière d'espèces en étape migratoire.

#### Zones naturelles d'intérêt écologique, faunistique et floristique
L’inventaire des zones naturelles d'intérêt écologique, faunistique et floristique (ZNIEFF) a pour objectif de réaliser une couverture des zones les plus intéressantes sur le plan écologique, essentiellement dans la perspective d’améliorer la connaissance du patrimoine naturel national et de fournir aux différents décideurs un outil d’aide à la prise en compte de l’environnement dans l’aménagement du territoire. Une ZNIEFF de type 1 est recensée sur la commune : les « pechs de Grande Garrigue » (991 ha), couvrant 3 communes du département et trois ZNIEFF de type 2, : 
- les « collines narbonnaises » (3 808 ha), couvrant 7 communes du département[22] ;
- le « massif de Fontfroide » (7 712 ha), couvrant 10 communes du département[23] ;
- le « massif de Fontfroide septentrional » (2 581 ha), couvrant 5 communes du département[24].

Carte des ZNIEFF de type 1 et 2 à Bizanet.
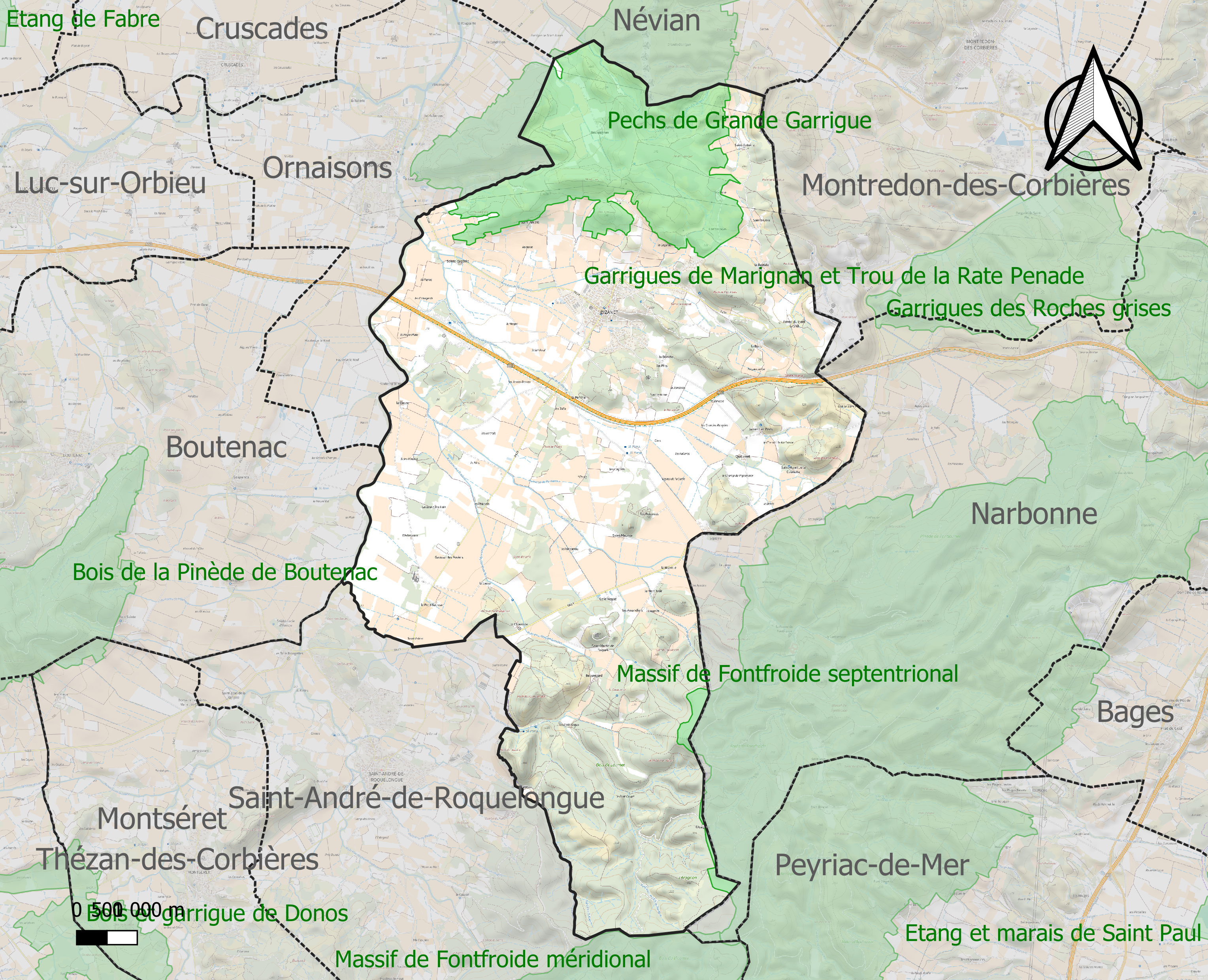
Carte de la ZNIEFF de type 1 sur la commune.
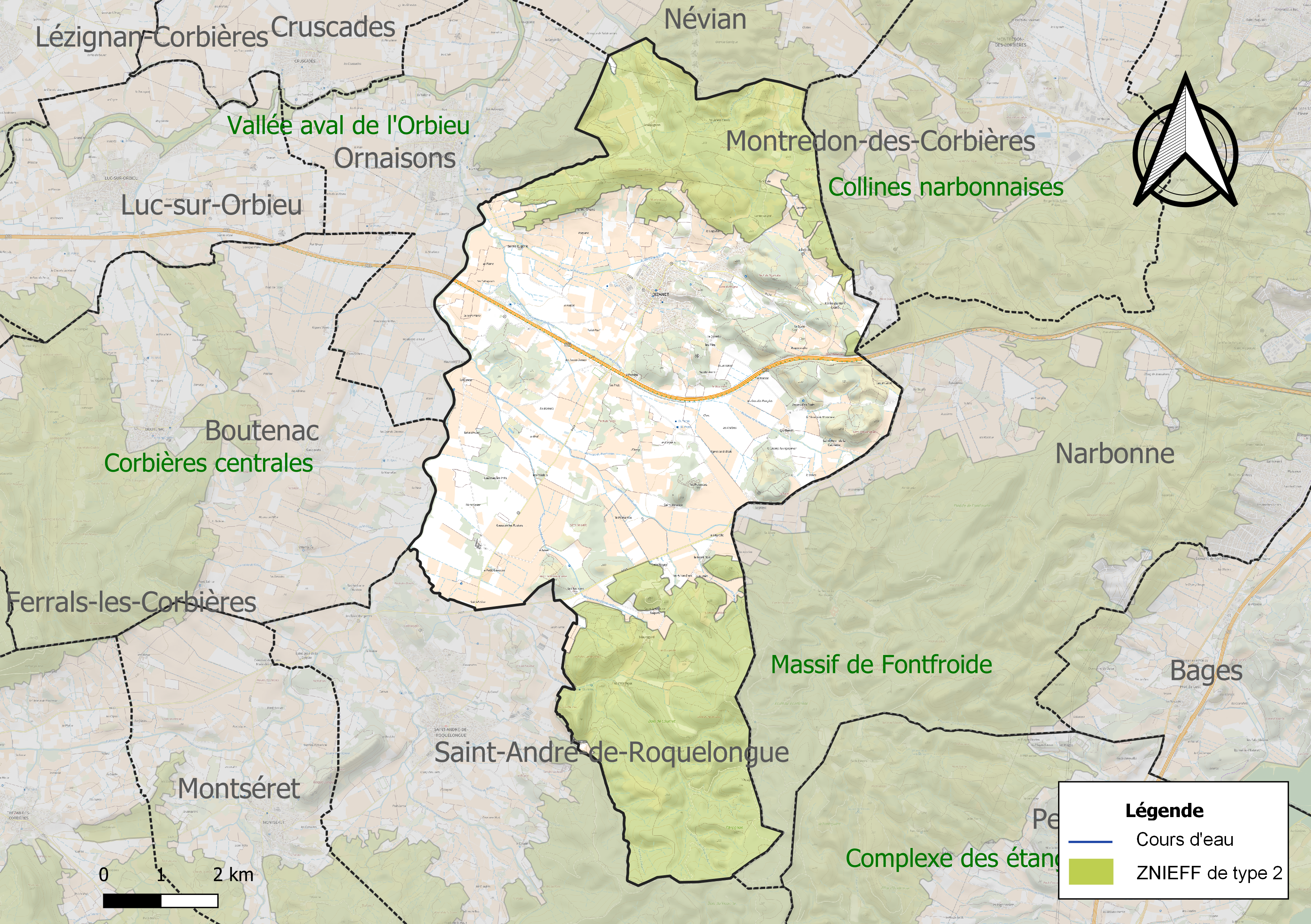
Carte des ZNIEFF de type 2 sur la commune.

## Urbanisme

### Typologie
Au 1er janvier 2024, Bizanet est catégorisée bourg rural, selon la nouvelle grille communale de densité à 7 niveaux définie par l'Insee en 2022.
Elle est située hors unité urbaine. Par ailleurs la commune fait partie de l'aire d'attraction de Narbonne, dont elle est une commune de la couronne,. Cette aire, qui regroupe 71 communes, est catégorisée dans les aires de 50 000 à moins de 200 000 habitants,.

### Occupation des sols
L'occupation des sols de la commune, telle qu'elle ressort de la base de données européenne d’occupation biophysique des sols Corine Land Cover (CLC), est marquée par l'importance des territoires agricoles (54,1 % en 2018), une proportion sensiblement équivalente à celle de 1990 (54 %). La répartition détaillée en 2018 est la suivante : cultures permanentes (48,5 %), forêts (26,7 %), milieux à végétation arbustive et/ou herbacée (16,1 %), zones agricoles hétérogènes (5,6 %), zones urbanisées (2,1 %), zones industrielles ou commerciales et réseaux de communication (0,7 %), mines, décharges et chantiers (0,3 %). L'évolution de l’occupation des sols de la commune et de ses infrastructures peut être observée sur les différentes représentations cartographiques du territoire : la carte de Cassini (XVIIIe siècle), la carte d'état-major (1820-1866) et les cartes ou photos aériennes de l'IGN pour la période actuelle (1950 à aujourd'hui).

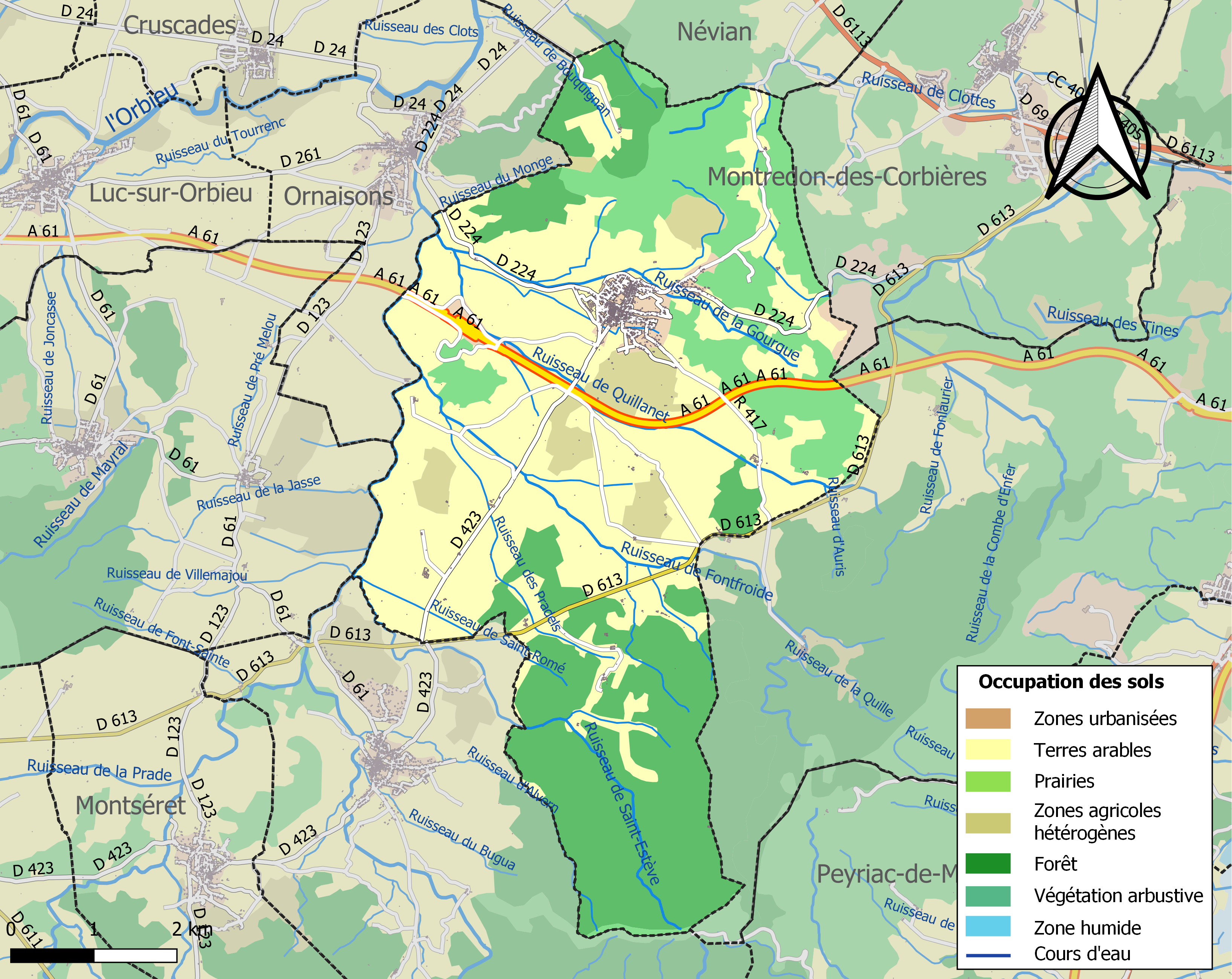
Carte des infrastructures et de l'occupation des sols de la commune en 2018 (CLC).

### Risques majeurs

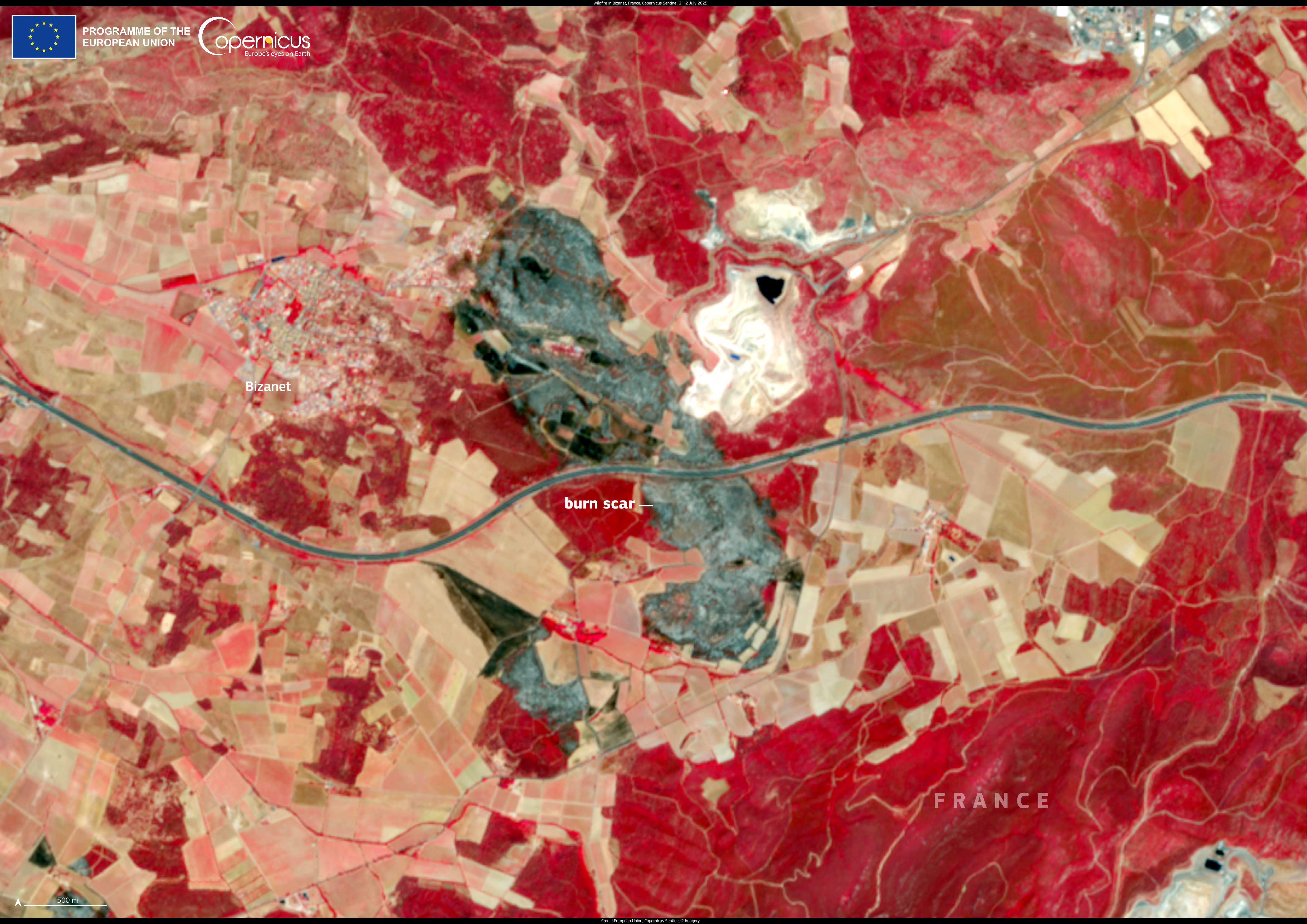
Image Sentinel-2 des 400 hectares brûlés lors d'un important feu de forêt en 2025.

Le territoire de la commune de Bizanet est vulnérable à différents aléas naturels : météorologiques (tempête, orage, neige, grand froid, canicule ou sécheresse), inondations, feux de forêts et séisme (sismicité faible). Il est également exposé à un risque technologique,  le transport de matières dangereuses. Un site publié par le BRGM permet d'évaluer simplement et rapidement les risques d'un bien localisé soit par son adresse soit par le numéro de sa parcelle.

#### Risques naturels
Certaines parties du territoire communal sont susceptibles d’être affectées par le risque d’inondation par débordement de cours d'eau, notamment l'Aussou. La commune a été reconnue en état de catastrophe naturelle au titre des dommages causés par les inondations et coulées de boue survenues en 1982, 1986, 1987, 1992, 1994, 1996, 1999, 2009, 2014 et 2018,.

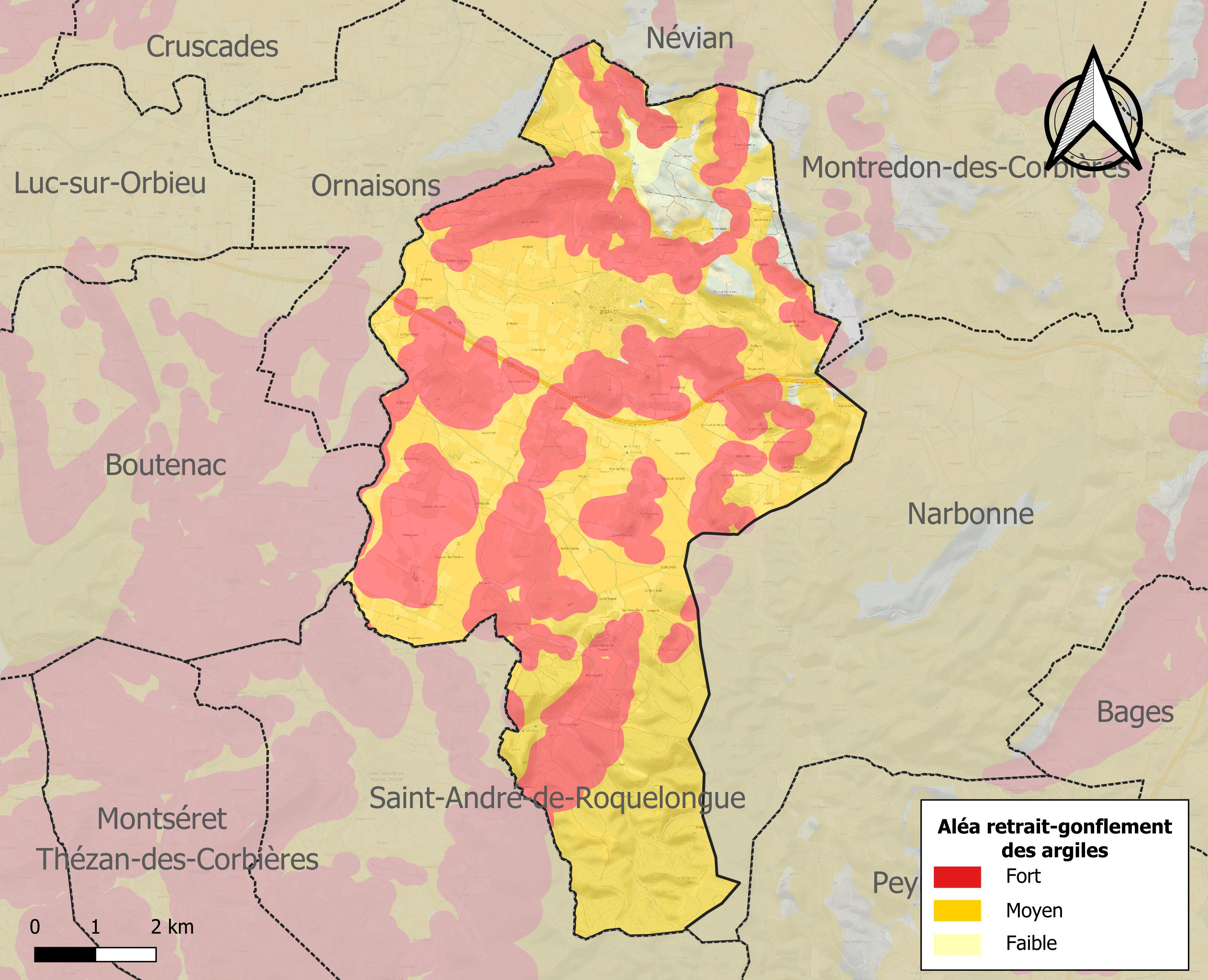
Carte des zones d'aléa retrait-gonflement des sols argileux de Bizanet.

Le retrait-gonflement des sols argileux est susceptible d'engendrer des dommages importants aux bâtiments en cas d’alternance de périodes de sécheresse et de pluie. 95,8 % de la superficie communale est en aléa moyen ou fort (75,2 % au niveau départemental et 48,5 % au niveau national). Sur les 849 bâtiments dénombrés sur la commune en 2019, 846 sont en aléa moyen ou fort, soit 100 %, à comparer aux 94 % au niveau départemental et 54 % au niveau national. Une cartographie de l'exposition du territoire national au retrait gonflement des sols argileux est disponible sur le site du BRGM,.
Concernant les mouvements de terrains, la commune a été reconnue en état de catastrophe naturelle au titre des dommages causés par la sécheresse en 2016 et 2017 et par des mouvements de terrain en 1999.

#### Risques technologiques
Le risque de transport de matières dangereuses sur la commune est lié à sa traversée par une route à fort trafic. Un accident se produisant sur une telle infrastructure est en effet susceptible d’avoir des effets graves au bâti ou aux personnes jusqu’à 350 m, selon la nature du matériau transporté. Des dispositions d’urbanisme peuvent être préconisées en conséquence.

## Politique et administration

### Découpage territorial
La commune de Bizanet est membre de l'intercommunalité Le Grand Narbonne, un établissement public de coopération intercommunale (EPCI) à fiscalité propre créé le 26 décembre 2002 dont le siège est à Narbonne. Ce dernier est par ailleurs membre d'autres groupements intercommunaux.
Sur le plan administratif, elle est rattachée à l'arrondissement de Narbonne, au département de l'Aude, en tant que circonscription administrative de l'État, et à la région Occitanie.
Sur le plan électoral, elle dépend du canton de Narbonne-1 pour l'élection des conseillers départementaux, depuis le redécoupage cantonal de 2014 entré en vigueur en 2015, et de la deuxième circonscription de l'Aude  pour les élections législatives, depuis le redécoupage électoral de 1986.

### Liste des maires
| Période                                  | Période  | Identité           | Étiquette            | Qualité |
| ---------------------------------------- | -------- | ------------------ | -------------------- | ------- |
| avant 1981                               | ?        | Jean Monier        | PS                   |         |
| 1994                                     | 2002     | Pierre Frechengues | PS                   |         |
| 2002                                     | 2012     | Richard Sevcik     | PS                   |         |
| mars 2012                                | 2020     | Jacques Blaya      | PS                   |         |
| juin 2020                                | En cours | Alain Vialade      | S E (Sans étiquette) |         |
| Les données manquantes sont à compléter. |          |                    |                      |         |

## Démographie
| 1793 | 1800 | 1806 | 1821 | 1831 | 1836 | 1841 | 1846 | 1851 |
| ---- | ---- | ---- | ---- | ---- | ---- | ---- | ---- | ---- |
| 661  | 549  | 602  | 755  | 753  | 766  | 790  | 802  | 762  |

| 1856 | 1861 | 1866 | 1872  | 1876  | 1881  | 1886  | 1891  | 1896  |
| ---- | ---- | ---- | ----- | ----- | ----- | ----- | ----- | ----- |
| 722  | 836  | 947  | 1 034 | 1 230 | 1 524 | 1 804 | 2 080 | 1 949 |

| 1901  | 1906  | 1911  | 1921  | 1926  | 1931  | 1936  | 1946  | 1954  |
| ----- | ----- | ----- | ----- | ----- | ----- | ----- | ----- | ----- |
| 2 022 | 1 717 | 1 620 | 1 822 | 1 755 | 1 706 | 1 572 | 1 335 | 1 257 |

| 1962  | 1968  | 1975  | 1982  | 1990  | 1999  | 2006  | 2008  | 2013  |
| ----- | ----- | ----- | ----- | ----- | ----- | ----- | ----- | ----- |
| 1 245 | 1 169 | 1 009 | 1 013 | 1 039 | 1 082 | 1 233 | 1 275 | 1 514 |

| 2018  | 2022  | - | - | - | - | - | - | - |
| ----- | ----- | - | - | - | - | - | - | - |
| 1 731 | 1 749 | - | - | - | - | - | - | - |

## Économie

### Revenus
En 2018  (données Insee publiées en septembre 2021), la commune compte 690 ménages fiscaux, regroupant 1 620 personnes. La médiane du revenu disponible par unité de consommation est de 20 490 € (19 240 € dans le département).

### Emploi
| Division       | 2008   | 2013   | 2018   |
| -------------- | ------ | ------ | ------ |
| Commune        | 8,8 %  | 10,2 % | 10,2 % |
| Département    | 10,2 % | 12,8 % | 12,6 % |
| France entière | 8,3 %  | 10 %   | 10 %   |

En 2018, la population âgée de 15 à 64 ans s'élève à 979 personnes, parmi lesquelles on compte 79,2 % d'actifs (68,9 % ayant un emploi et 10,2 % de chômeurs) et 20,8 % d'inactifs,. Depuis 2008, le taux de chômage communal (au sens du recensement) des 15-64 ans est inférieur à celui du département, mais supérieur à celui de la France.
La commune fait partie de la couronne de l'aire d'attraction de Narbonne, du fait qu'au moins 15 % des actifs travaillent dans le pôle,. Elle compte 311 emplois en 2018, contre 242 en 2013 et 201 en 2008. Le nombre d'actifs ayant un emploi résidant dans la commune est de 685, soit un indicateur de concentration d'emploi de 45,3 % et un taux d'activité parmi les 15 ans ou plus de 57 %.
Sur ces 685 actifs de 15 ans ou plus ayant un emploi, 156 travaillent dans la commune, soit 23 % des habitants. Pour se rendre au travail, 88,6 % des habitants utilisent un véhicule personnel ou de fonction à quatre roues, 1,8 % les transports en commun, 4,8 % s'y rendent en deux-roues, à vélo ou à pied et 4,8 % n'ont pas besoin de transport (travail au domicile).

### Activités hors agriculture

#### Secteurs d'activités
119 établissements sont implantés  à Bizanet au 31 décembre 2019. Le tableau ci-dessous en détaille le nombre par secteur d'activité et compare les ratios avec ceux du département,.
| Secteur d'activité                                                                                        | Commune | Commune | Département |
| Secteur d'activité                                                                                        | Nombre  | %       | %           |
| --- | ------- | ------- | ----------- |
| Ensemble                                                                                                  | 119     | 100 %   | (100 %)     |
| Industrie manufacturière, industries extractives et autres                                                | 12      | 10,1 %  | (8,8 %)     |
| Construction                                                                                              | 19      | 16 %    | (14 %)      |
| Commerce de gros et de détail, transports, hébergement et restauration                                    | 36      | 30,3 %  | (32,3 %)    |
| Information et communication                                                                              | 1       | 0,8 %   | (1,6 %)     |
| Activités financières et d'assurance                                                                      | 2       | 1,7 %   | (2,7 %)     |
| Activités immobilières                                                                                    | 3       | 2,5 %   | (5,2 %)     |
| Activités spécialisées, scientifiques et techniques et activités de services administratifs et de soutien | 22      | 18,5 %  | (13,3 %)    |
| Administration publique, enseignement, santé humaine et action sociale                                    | 14      | 11,8 %  | (13,2 %)    |
| Autres activités de services                                                                              | 10      | 8,4 %   | (8,8 %)     |

Le secteur du commerce de gros et de détail, des transports, de l'hébergement et de la restauration est prépondérant sur la commune puisqu'il représente 30,3 % du nombre total d'établissements de la commune (36 sur les 119 entreprises implantées  à Bizanet), contre 32,3 % au niveau départemental.

#### Entreprises
L'entreprise ayant son siège social sur le territoire communal qui génère le plus de chiffre d'affaires en 2020 est : 
- SARL Gaussan-Kozine, culture de la vigne (189 k€).

### Agriculture
La commune fait partie de la petite région agricole dénommée « Région viticole ». En 2010, l'orientation technico-économique de l'agriculture  sur la commune est la viticulture (appellation et autre).
|                                   | 1988  | 2000 | 2010 |
| --------------------------------- | ----- | ---- | ---- |
| Exploitations                     | 131   | 66   | 49   |
| Superficie agricole utilisée (ha) | 1 690 | 1189 | 991  |

Le nombre d'exploitations agricoles en activité et ayant leur siège dans la commune est passé de 131 lors du recensement agricole de 1988 à 66 en 2000 puis à 49 en 2010, soit une baisse de 63 % en 22 ans. Le même mouvement est observé à l'échelle du département qui a perdu pendant cette période 52 % de ses exploitations. La surface agricole utilisée sur la commune a également diminué, passant de 1 690 ha en 1988 à 991 ha en 2010. Parallèlement la surface agricole utilisée moyenne par exploitation a augmenté, passant de 13 à 20 ha.

## Culture locale et patrimoine

### Lieux et monuments

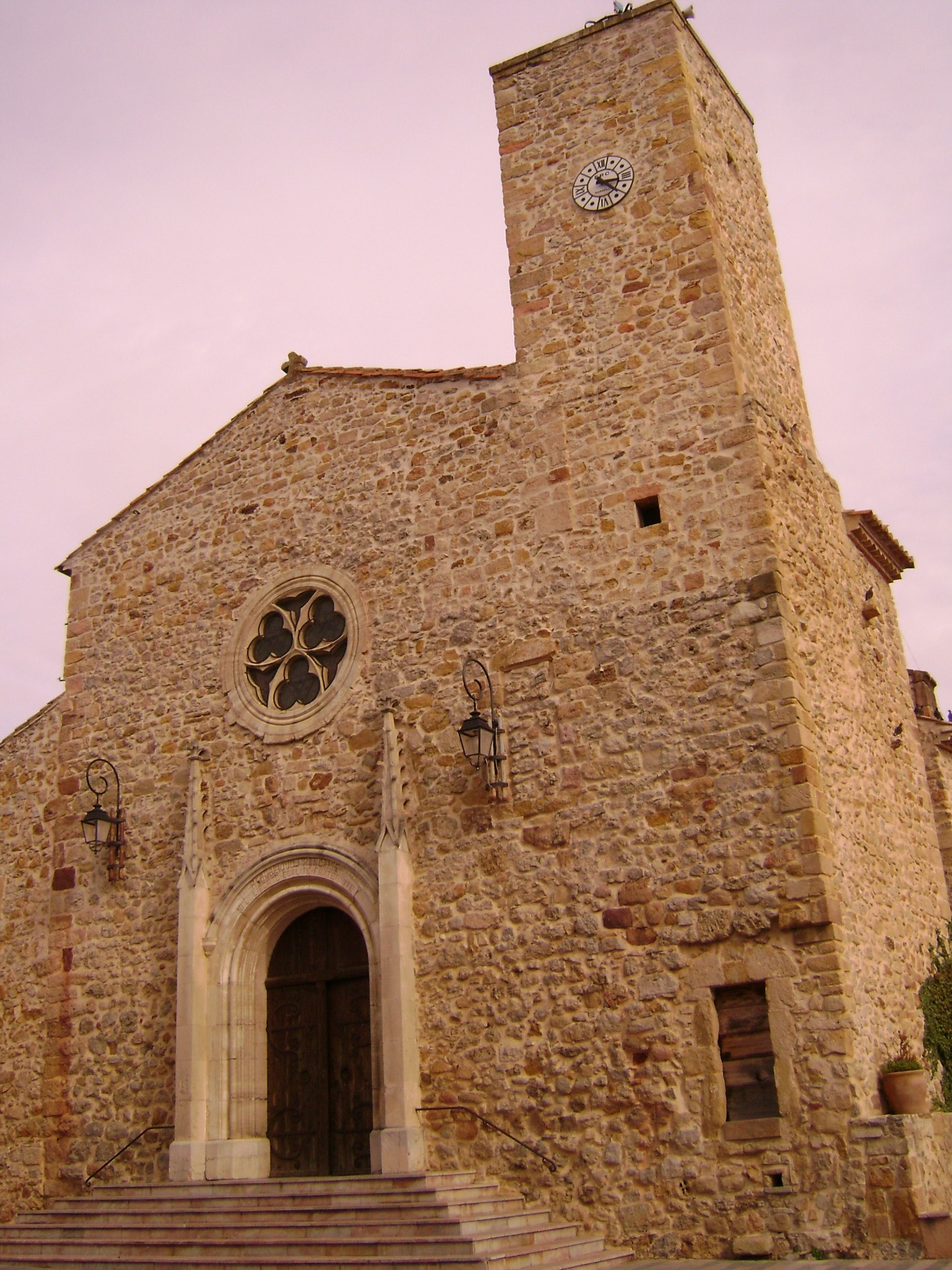
Eglise Saint-Pierre-es-Liens.
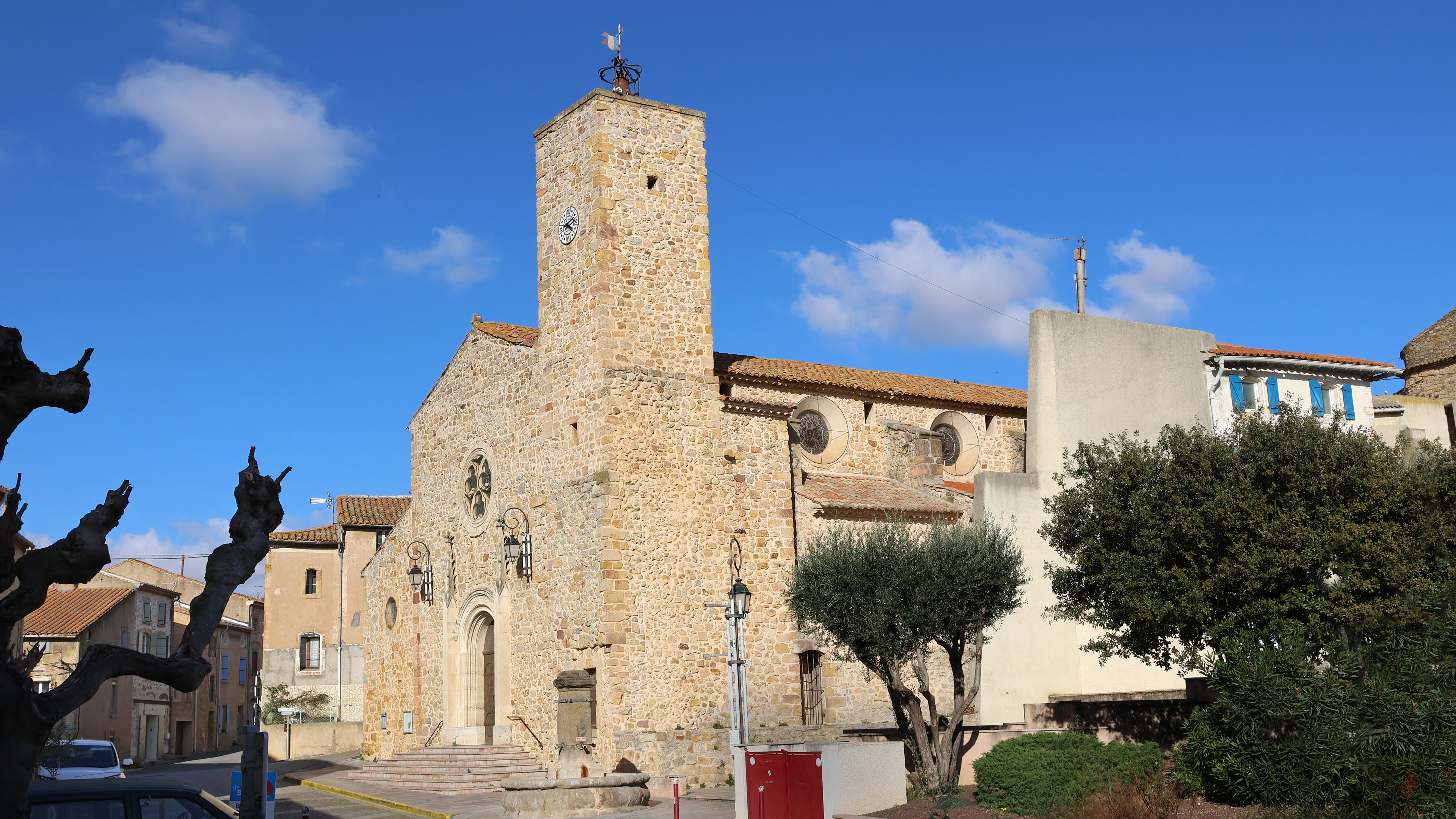
Eglise Saint-Pierre-es-Liens.
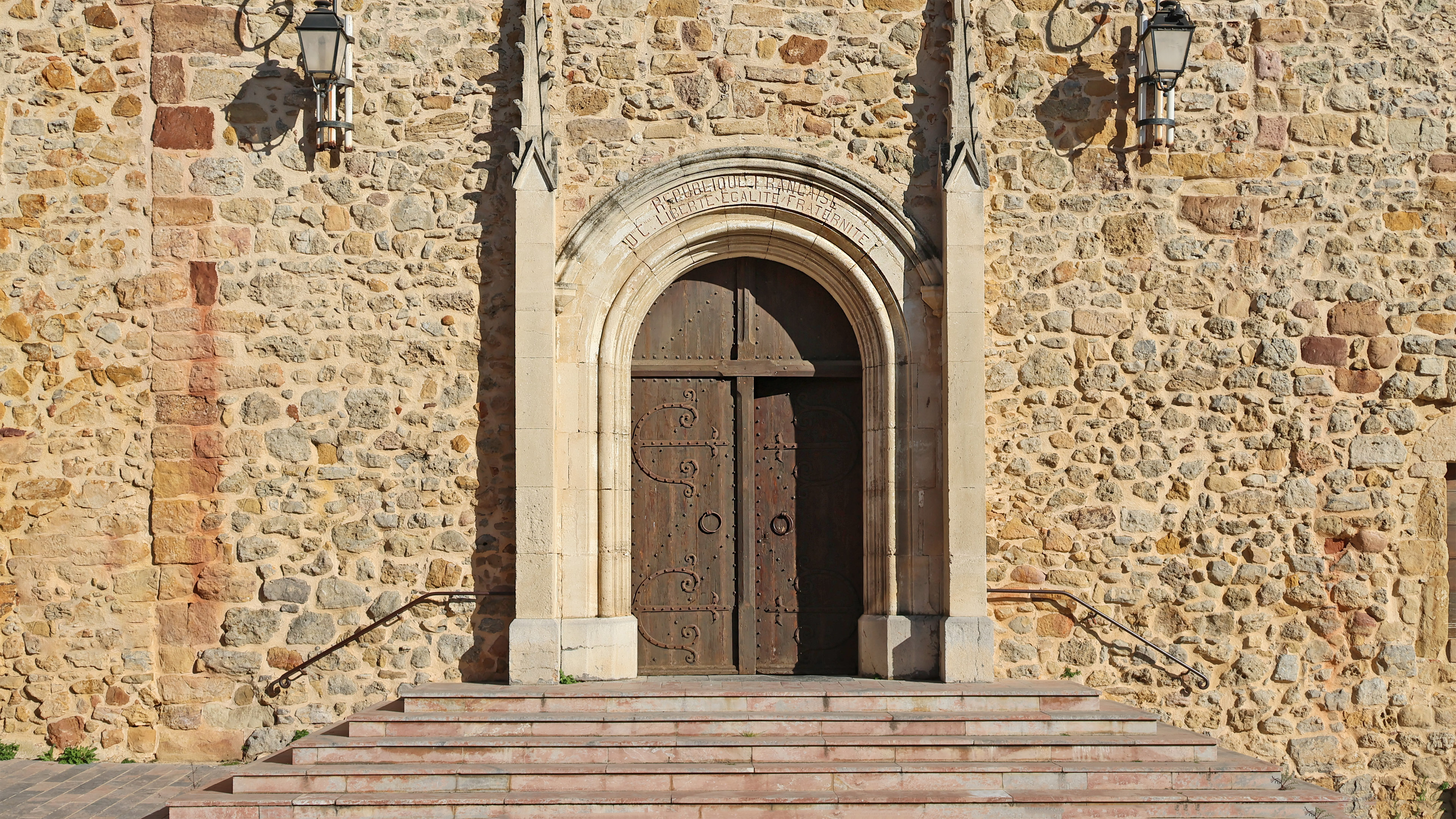
Porche de l'église.
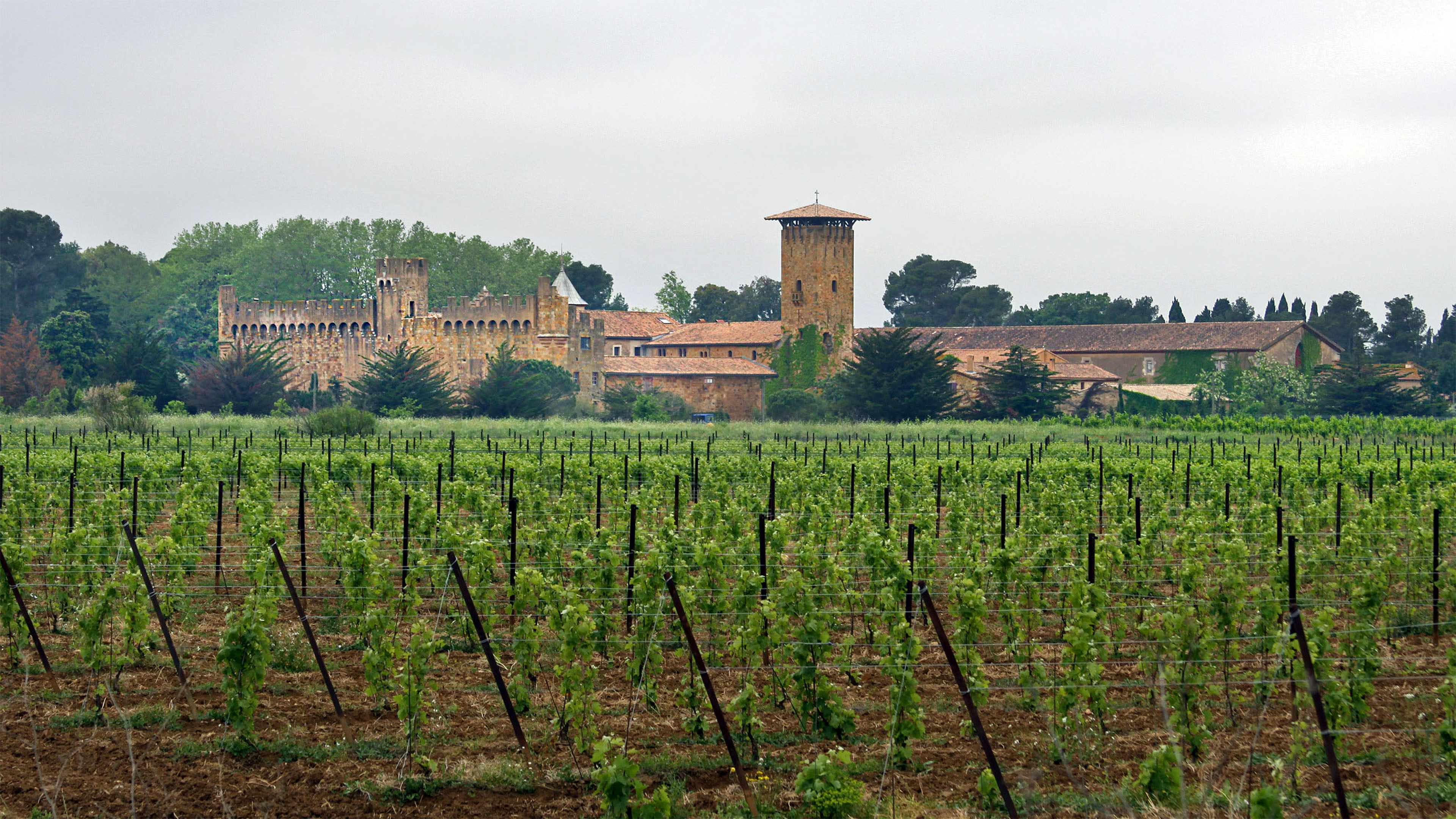
Abbaye de Gaussan.

- Église Saint-Pierre-ès-Liens de Bizanet (XVIIIe siècle).
- Église de Quillanet de Bizanet.
- Chapelle inachevée du prieuré de Bizanet.
- Chapelle du château de Gaussan de Bizanet.
- Abbaye Notre-Dame de Gaussan : abbaye bénédictine médiévale, ancien prieuré de Fontfroide. Vie monastique rétablie en 1994 par des moines de l'abbaye Notre-Dame de Fontgombault (Indre). Chant grégorien tous les jours à la grande messe et aux offices.
- Fontaine de l'église, située devant l'église. L'eau provient du Naissant. La fontaine coule tout le temps, même lors de l'été le plus sec.

### Héraldique
| Blason de Bizanet | Blason  | De sinople au pal fuselé d'argent et d'azur.     |
| Blason de Bizanet | Détails | Le statut officiel du blason reste à déterminer. |